# UFC 271
UFC 271: Adesanya vs. Whittaker 2（ユーエフシー・ツーセブンティワン：アデサンヤ・バーサス・ウィテカー・ツー）は、アメリカ合衆国の総合格闘技団体「UFC」の大会の一つ。2022年2月12日、テキサス州ヒューストンのトヨタセンターで開催された。

## 大会概要
本大会は王者イスラエル・アデサンヤと挑戦者ロバート・ウィテカーによるUFC世界ミドル級タイトルマッチが組まれた。

## 試合結果

### アーリープレリム
第1試合 ヘビー級 5分3R
○  マキシム・グリシン vs.  ウィリアム・ナイト ×
3R終了 判定3-0（30-27、30-27、30-27）
※ナイトの体重超過によりライトヘビー級から変更。
第2試合 ウェルター級 5分3R
○  ジェレマイア・ウェルズ vs.  ブラッド・ダイヤモンド ×
1R 4:38 リアネイキドチョーク
第3試合 バンタム級 5分3R
○  ダグラス・シウバ・ジ・アンドラージ vs.  セルゲイ・モロゾフ ×
2R 3:24 リアネイキドチョーク
第4試合 ミドル級 5分3R
○  ジェイコブ・マルクーン vs.  AJ・ドブソン ×
3R終了 判定3-0（29-28、29-28、29-28）
第5試合 バンタム級 5分3R
○  ロニー・ローレンス vs.  マーナ･マルティネス ×
3R終了 判定3-0（29-27、29-27、29-28）

### プレリミナリーカード
第6試合 ライトヘビー級 5分3R
○  カーロス・アルバーグ vs.  ファビオ・シェラント ×
3R終了 判定3-0（30-27、30-27、30-27）
第7試合 バンタム級 5分3R
○  カイラー・フィリップス vs.  マルセロ・ロホ ×
3R 1:48 腕ひしぎ三角固め
第8試合 女子フライ級 5分3R
○  ケイシー・オニール vs.  ロクサン・モダフェリ ×
3R終了 判定2-1（29-28、28-29、29-28）
第9試合 ヘビー級 5分3R
○  アンドレイ・アルロフスキー vs.  ジャレッド・バンデラ ×
3R終了 判定2-1（29-28、28-29、29-28）

### メインカード
第10試合 ライト級 5分3R
○  ボビー・グリーン vs.  ナスラット・ハクパラスト ×
3R終了 判定3-0（30-27、30-27、30-27）
第11試合 ライト級 5分3R
○  ヘナート・モイカノ vs.  アレクサンダー・ヘルナンデス ×
2R 1:23 リアネイキドチョーク
第12試合 ミドル級 5分3R
○  ジャレッド・キャノニア vs.  デレク・ブランソン ×
2R 4:29 TKO（グラウンドの肘打ち連打）
第13試合 ヘビー級 5分3R
○  タイ・トゥイバサ vs.  デリック・ルイス ×
2R 1:40 KO（右肘打ち）
第14試合 UFC世界ミドル級タイトルマッチ 5分5R
○  イスラエル・アデサンヤ vs.  ロバート・ウィテカー ×
5R終了 判定3-0（48-47、48-47、49-46）
※アデサンヤが4度目の王座防衛に成功。

### 各賞
ファイト・オブ・ザ・ナイト：ダグラス・シウバ・ジ・アンドラージ vs. セルゲイ・モロゾフ
パフォーマンス・オブ・ザ・ナイト：タイ・トゥイバサ、ジャレッド・キャノニア
各選手にはボーナスとして5万ドルが授与された。

### カード変更
負傷などによるカードの変更は以下の通り。